# زندگیم را می‌کنم
زندگیم را می‌کنم (به انگلیسی: Living My Life) یا آنگونه که من زیستم خودزندگینامه‌ای از آنارشیست قرن بیستمی، اما گلدمن، است که به‌عنوان فعال سیاسی-اجتماعی در ایالات متحده و اروپا به شهرت رسید.
گلدمن کتاب داستان سرنوشت خود را در دو جلد در سال ۱۹۳۱ (نشریه آلفرد آ. کناف) و ۱۹۳۴ (شرکت انتشارات گاردن سیتی) منتشر کرد. گلدمن این کتاب را پس از آن نوشت که با حضور در شوروی، از نقش بلشویک در انقلاب روسیه ناامید شده و برای زندگی به سنت تروپس فرانسه رفته بود.
این متن زندگی شخصی و سیاسی او را از کودکی تا سال ۱۹۲۷ کاملاً پوشش می‌دهد. این کتاب از همان زمان، در نسخه‌های اصلی و ویرایش شده، مدام در دست چاپ است. از آنجا که زندگی‌نامه نه سال قبل از مرگ گلدمن در سال ۱۹۴۰ منتشر شده‌است، نقش وی در جنگ داخلی اسپانیا را ثبت نمی‌کند.

## ترجمه به فارسی
خلاصه‌ای از این کتاب دو جلدی در قالب یک جلد با عنوان  آنگونه که من زیستم با ترجمۀ سهيلا بسكى در سال ۱۳۸۹ از سوى انتشارات نيلوفر در ۱۱۴۶ صفحه منتشر شد.

سهيلا بسكى در مقدمۀ كتاب، در معرفى اِما گُلدمن و چگونگى ترجمه، يادداشتى آورده است: 
خودزندگينامۀ اِما گلدمن را در سال 1365 به سفارش روشنك داريوش كه در آن هنگام مدير انتشارات روشنگران بود ترجمه كردم. ياد روشنك داريوش گرامى باد كه در آن روزها سياست انتشار كتاب‏‌هايى همچون قطره اشكى در اقيانوس، چرخ‌دندۀ سارتر و خودزندگينامۀ اِما گلدمن را پيش گرفته بود با اين اميد كه به جريان تقدس‌‏زدايى از ايدئولوژى‏‌هاى آرمانخواه قرن نوزدهمى يارى رساند كه نتيجۀ پيروزى آنها در عرصۀ عمل، در قرن بيستم آشكار شده بود. خودزندگينامۀ اِما گلدمن از اين نظر كتاب كاملاً كلاسيك محسوب مى‌‏شود و دو فصل مهم و بسيار طولانى آن (حدود 200 صفحه) به روايت رويدادهاى سال‌‏هاى نخست پس از انقلاب بلشويكى روسيه، اختصاص دارد. شرح ملاقات‌‏هاى اِما گلدمن و الكساندر بركمن با شخصيت‏‌هاى مهم انقلابى از جمله لنين، تروتسكى، زينوويف، گوركى… و ارزيابى سياست‏‌هاى بلشويكى از چشم دو آرمانخواه آنارشيست كه به‌دليل فعاليت‌‏هايشان در دفاع از انقلاب روسيه، از آمريكا به روسيه انقلابى تبعيد شدند، خواندنى است. و امّا خواندنى‌‏تر از آن، روايت گلدمن از باورهاى آنارشيستى خود اوست. 